# Bledar Sejko

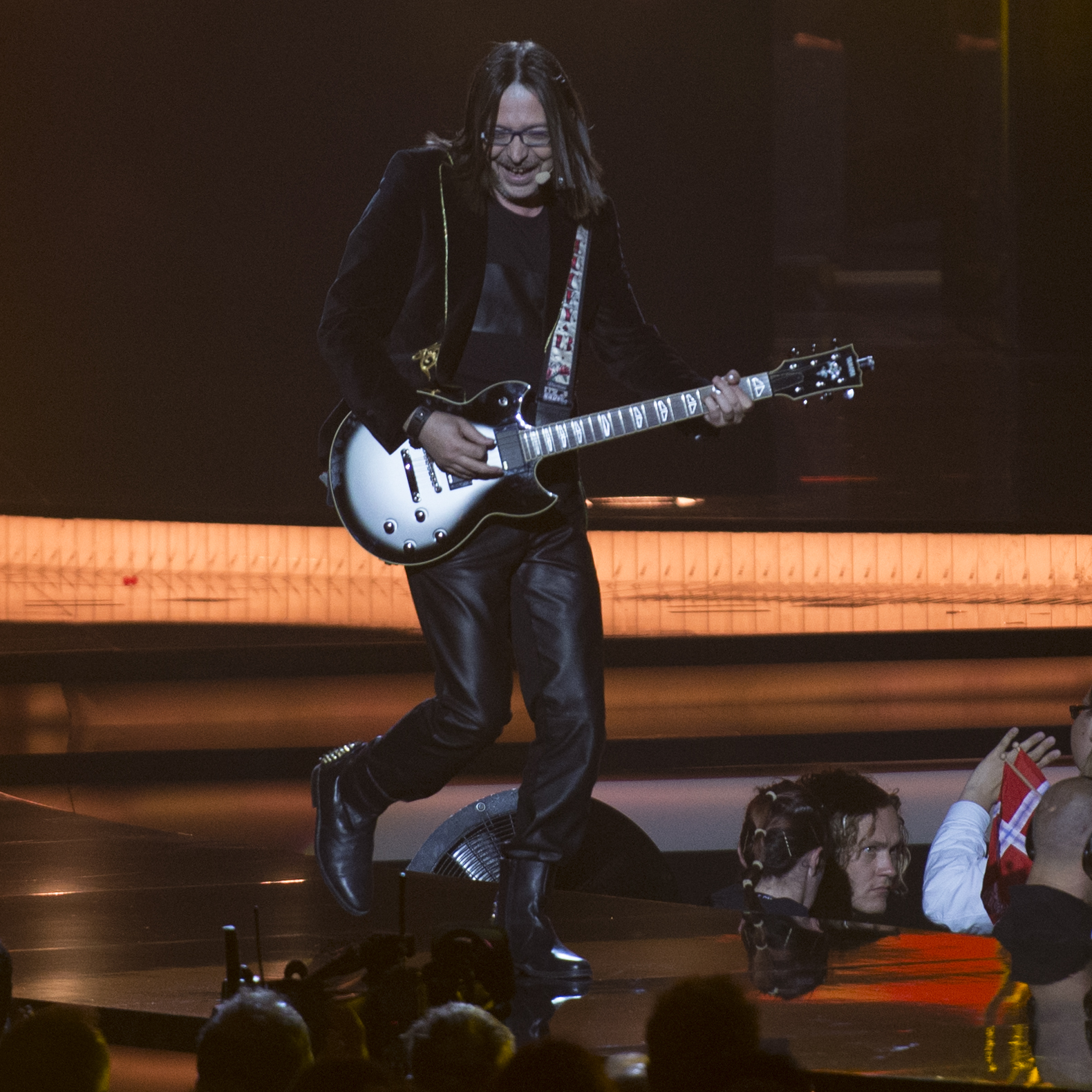
Bledar Sejko (2013)

Bledar Sejko (Ulcinj, Montenegro, 10 de setembro de 1972) é um cantor albanês nascido em Montenegro.
Em 2013, juntamente com Adrian Lulgjuraj, foi escolhido para representar a Albânia no Festival Eurovisão da Canção 2013 com a canção "Identitet" (cantado em albanês) composto por si próprio, que concoreu na 2ª semi-final e terminou em 15º lugar com 31 pontos, não conseguindo o apuramento para a final.

## Discografia
- 2012: "Identitet" (feat. Adrian Lulgjuraj)